# Мамеддере
Мамеддере (азерб. Məmməddərə), ранее — Мамедадзор или Мамедазур (азерб. Məmmədadzor), ещё ранее Мамедкенд (азерб. Məmmədkənd) — село в административно-территориальном округе села Чирагуз Ходжавендского района Азербайджана.

## Этимология
Согласно Энциклопедическому словарю топонимов Азербайджана, изначально называлось Мамедкенд (азерб. Məmmədkənd), но после поселения в селе в начале XX века пришлыми армянскими семьями, село было названо Мамедадзор, что означает долина (или ущелье) Мамед, а в 1992 году село было названо Мамеддере (азерб. Məmməddərə).

## География
Сёла Чирагуз, Хунерли и Мамеддере входят в состав Чирагузского сельского административно-территориального округа Ходжавендского района, при этом село Чирагуз является центром этого сельского административно-территориального округа. Село расположено на Карабахском хребте к западу от села Чирагуз и к востоку от села Хунерли, в 16 км от посёлка Гадрут и в 59 км от города Ханкенди, в двух долинах на северной стороне восточных отрогов Карабахского хребта, на высоте 850 м над уровнем моря. Площадь земельного участка села Мамеддере составляет 388,78 га.

## История
До вхождения в состав Российской империи село Мамедадзор входило в состав Дизакского магала Карабахского ханства.
Епископ Армянской Апостольской церкви Макар Бархударянц пишет об этом селе:
«Половина населения коренные, другая половина — из села Тог и Карадага. Церковь села старая. На тимпане северного входа надпись с датой 1601 года. Дымов 33, жителей — 227».
В советский период село называлось Мамедадзор (азерб. Məmmədadzor) и входило в состав Чирагузского сельсовета Гадрутского района Нагорно-Карабахской автономной области (НКАО) Азербайджанской ССР.
2 сентября 1991 года на совместной сессии Нагорно-Карабахского областного и Шаумяновского районного Советов народных депутатов была принята Декларация о провозглашении Нагорно-Карабахской Республики (НКР) в границах Нагорно-Карабахской автономной области (НКАО) и сопредельного Шаумяновского района Азербайджанской ССР.
26 ноября 1991 года Верховный Совет Азербайджанский Республики принял Закон «Об упразднении Нагорно-Карабахской автономной области Азербайджанской Республики». В этом Законе было постановлено также и переименование Мартунинского района в Ходжаведский, упразднение Гадрутского района и присоединение территории Гадрутского района в состав Ходжавендского района. Решением Милли Меджлиса Азербайджанской Республики от 29 декабря 1992 года № 428 село Мамедадзор Ходжавендского района было названо Мамеддере. В настоящее время это село Мамеддере и входит в состав Чирагузского сельского административно-территориального округа  Ходжавендского района Азербайджана.
В ходе Карабахского конфликта село в начале 1990-х годов село попало под контроль непризнанной Нагорно-Карабахской Республики (НКР). Село властями непризнанной НКР было переименовано в Мариамадзор (арм. Մարիամաձոր) и согласно административно-территориальному делению непризнанной республики располагалось в Гадрутском районе НКР.
9 ноября 2020 года во время Второй Карабахской войны Азербайджана восстановил свой контроль над селом.

## Памятники истории и культуры
Памятниками истории и культуры общины являются: церковь Сурб Минаса (арм. Սուրբ Մինաս, romanized: Surb Minas) построенная в 1601 году, монастырь Сурб Ованес (IX—XI вв.), часовня Сурб (1735 г.), часовня (1675 г.), кладбище (XVI—XIX вв.), хачкар (XVI—XIX вв.), насчитывается 7 памятников.
Церковь Сурб Минас находится в юго-западной части села Мамеддере. Согласно М. Бархударянцу, на северной арке имелась надпись с упоминанием строителя церкви: — «Я, иеромонах Азария Давид Эрец, мастер построенной церкви», на другой стороне той же арки, другая надпись: — «Крест Багдасара, для его супруги…». Упомянутые надписи до наших дней не сохранились.
В 1930-е годы, став жертвой антирелигиозной борьбы, церковь Сурб Минас была взорвана, после чего оставалась полуразрушенной. В ходе боевых действий 2020 года она не пострадала.
В 2015 году функционировали сельская администрация, дом культуры, медицинский пункт, общеобразовательная школа, в которой обучалось 59 учащихся.

### Мост «Шенин» в Мамеддере
Мост «Шенин» находится в селе Мамеддере на притоке, протекающем через село. Мост связывает два основных квартала села. В непосредственной близости от моста находится родник Шенин. На фасаде моста имеется строительная надпись, согласно которой мост и родник были построены в 1869 году: — «Эти родник и мост в память родителей наших, Давида и Григора Асрянов, 1869-й год».
В советский период мост был перестроен и приспособлен под использование современными транспортными средствами. Мост был в хорошем состоянии и находился в использовании. Во время войны не пострадал.

## Население
По данным «Свода статистических данных о населении Закавказского края, извлеченных из посемейных списков 1886 года», в селе Мамедазур Гогинского сельского округа Джебраильского уезда Елизаветпольской губернии было 39 дымов и проживало 263 армянина. Всё население являлось государственными крестьянами
Согласно Кавказскому календарю на 1910 г., население села к 1908 г. составляло 412 человек, в основном армяне.
По состоянию на 1 января 1933 года в селе проживало 481 человек (92 хозяйства), все — армяне.
По данным 1977 года население составляло 319 армян, по данным 2005 года — 260, 2010 года — 222 человека, 2015 года — 245 жителей население в основном занималось сельским хозяйством , животноводством и земледелием.
| Год       | 1933 | 1977 | 2005 | 2008 | 2009 | 2010 | 2015 |
| --------- | ---- | ---- | ---- | ---- | ---- | ---- | ---- |
| Население | 481  | 319  | 260  | 259  | 266  | 222  | 245  |

## Галерея

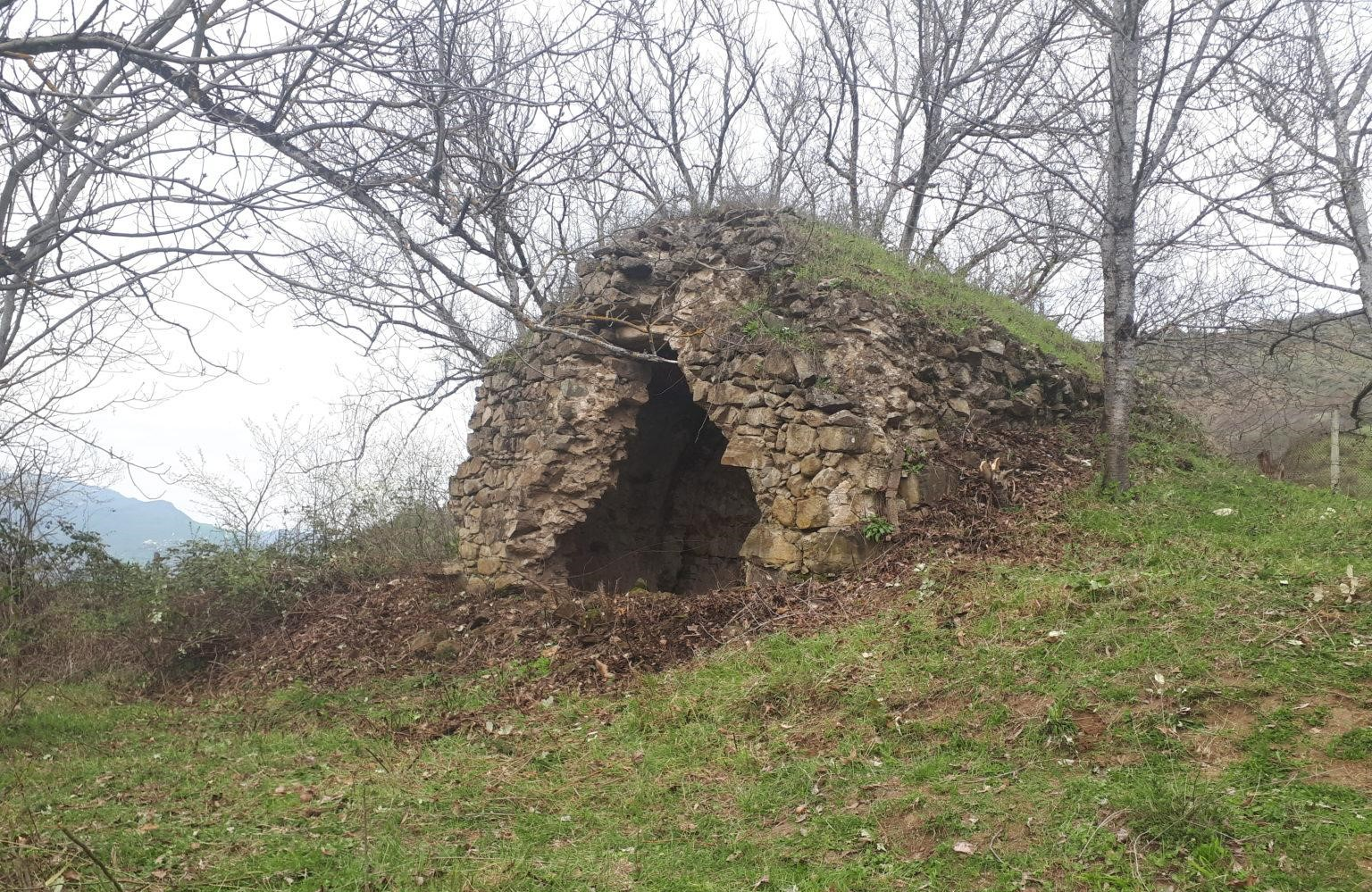
Церковь с северо-востока, село Мамеддере, 2019, фото Г. Будагян
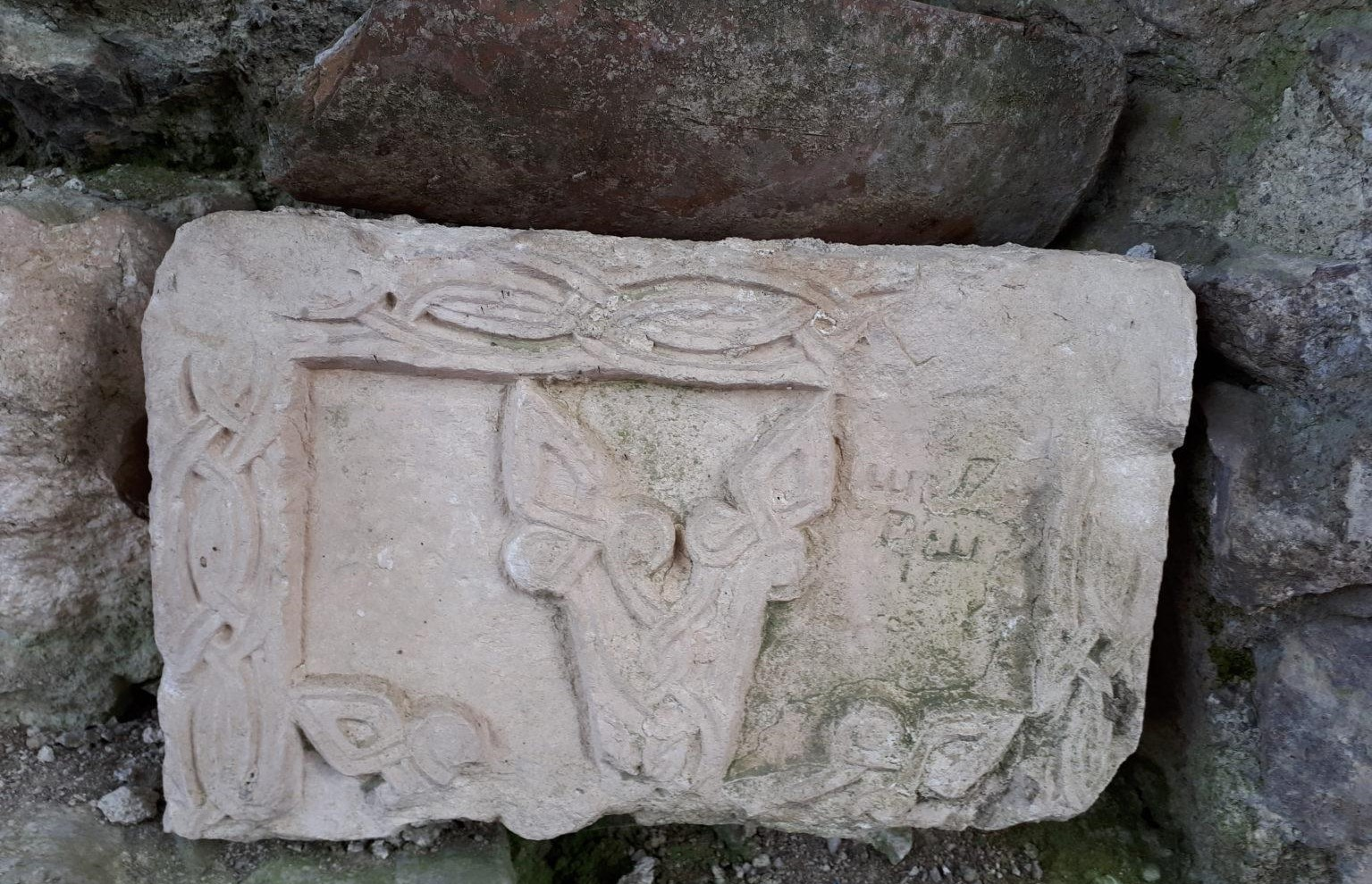
Фрагмент хачкара внутри церкви, село Мамедере, 2019, фото Г. Будагян
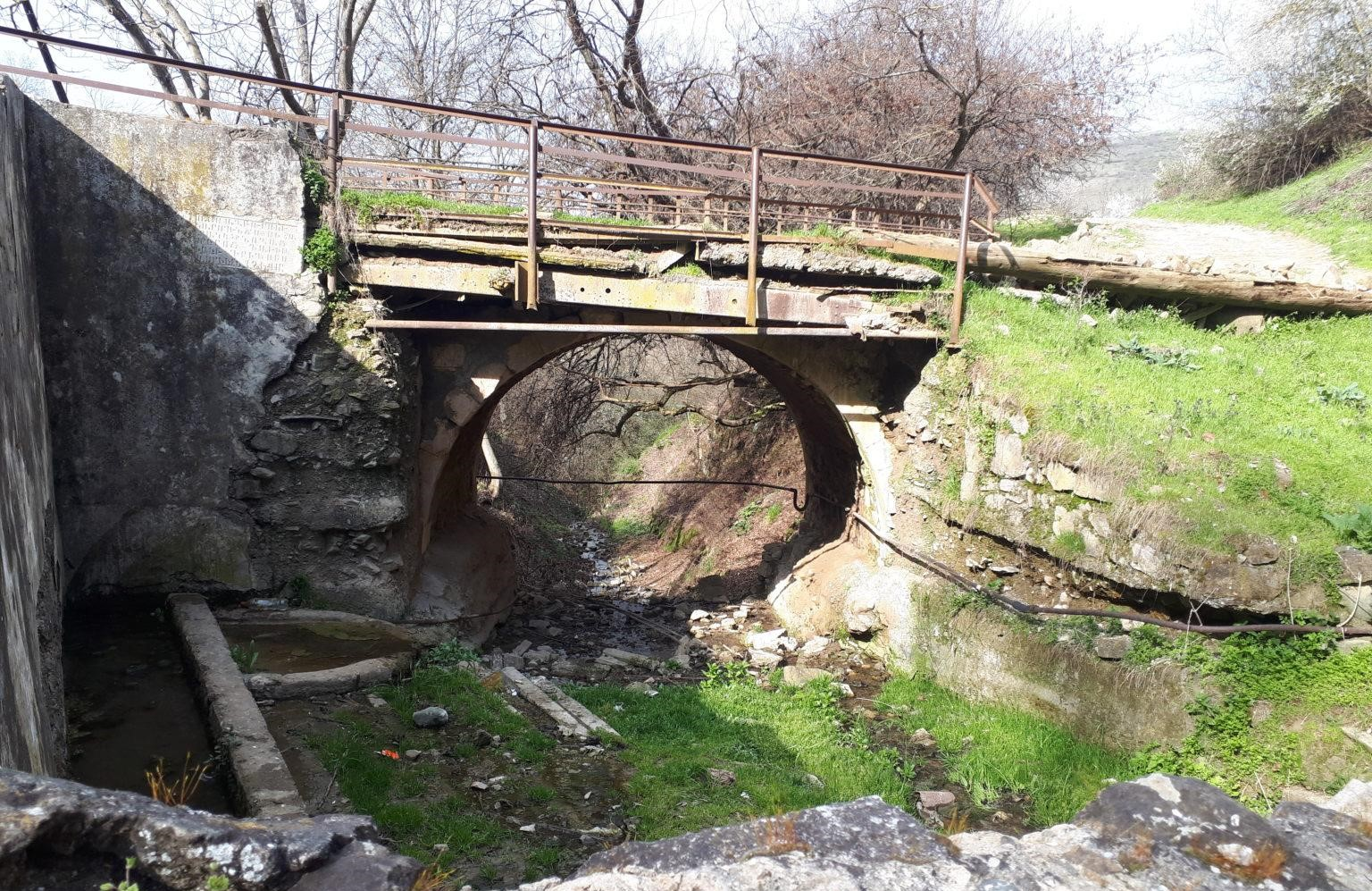
Общий вид моста, с. Мамеддере, 2019, фото Г. Будагян
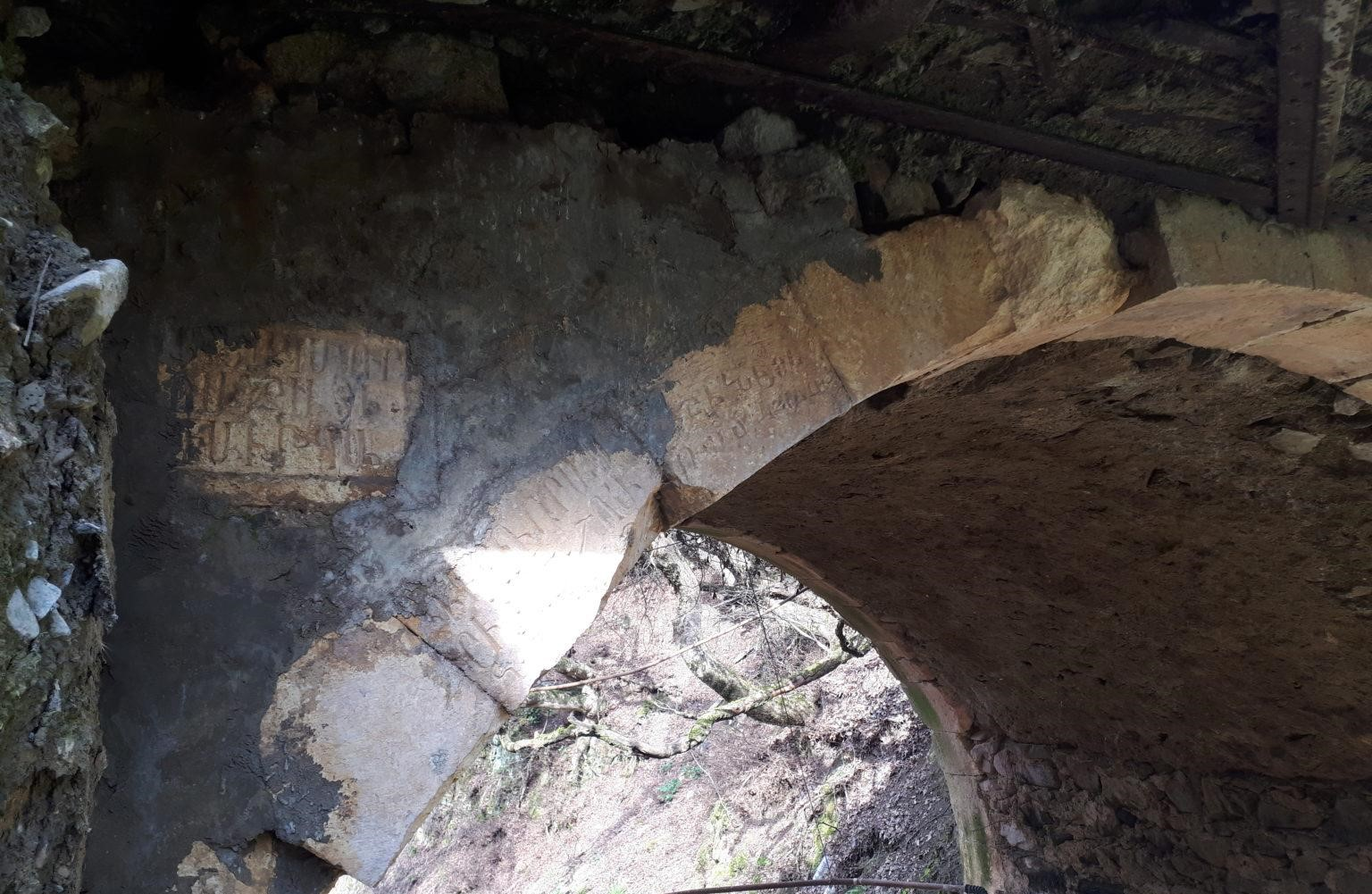
Надписи на фасаде моста, с. Мамеддере, 2019, фото Г. Будагян